# Buller River
Der Buller River ([[Maorische Sprache|Māori]] Kawatiri) ist ein Fluss in den Regionen Tasman und West Coast auf der Südinsel von Neuseeland.

## Geographie
Als einer der längsten Flüsse Neuseelands fließt er 170 km vom Lake Rotoiti durch zwei Schluchten, Upper Buller Gorge und Lower Buller Gorge. Westlich von Westport mündet der Buller River in die Tasmansee. Da der Lake Rotoiti wiederum vom Travers River gespeist wird, kann man die Quelle des Buller River am Oberlauf des Travers River an den Nordhängen des Mount Travers in der Saint Arnaud Range finden.
Der State Highway 6 folgt dem Fluss über einen großen Teil seines Laufes, jedoch weit oberhalb des Flussbettes. Die Gebirgskette  Paparoa Range trennt den Buller River vom Grey River/Māwheranui.

## Namensherkunft
Seinen Namen erhielt der Buller River nach dem Parlamentsabgeordneten und Direktor der New Zealand Company, Walter Buller.

## Daten und Nutzung
Der Buller River hat einen mittleren Abfluss von 429 m³/s und den höchsten Maximaldurchfluss bei einer Flut aller neuseeländischen Flüsse von über 14.000 m³/s.
Der Fluss ist oberhalb von Murchison zusammen mit dem Mangles River ein beliebtes Revier für Wildwasserkayakfahren und Angeln.

## Zuflüsse
Der Buller River hat mehrere größere Zuflüsse. Diese sind vom Lake Rotoiti aus gesehen:
- als linke Namenflüsse der Te Kauparenui / Gowan River, der Mangles River, der Mātakitaki River, der Maruia River, der Deepdale River, der Inangahua River, der Blackwater River und der Ōhikaiti River,
- und als rechte Nebenflüsse der Hope River, der Owen River, der Matiri River, der Newton River und der Orikaka or Mackley River.

Im Juli 2001 trat für den Fluss eine Water Conservation Order in Kraft, die den Fluss und seine Zuflüsse in ihrem natürlichen Zustand bewahren sollen.